# Pastor do Himalaia
O pastor do Himalaia, também conhecido como bhote kukur ou bhotia, é um cão guardião de gado que se originou no Nepal. Esta raça de cão montanhês é semelhante ao mastim tibetano e pode ser aparentados ao cão pastor kinnaur de pêlo comprido do Tibete. Naturalmente, nos Himalaias os cães pastores desfrutam um estilo de vida ao ar livre e raramente são vistos além das regiões da Índia e do Nepal. Como uma raça poderosa e robusta, o pastor do Himalaia é usado principalmente para fins de pastoreio. O pastor do Himalaia é regionalmente popular como um fiel companheiro, bem como um cão de trabalho.
Quatro selos postais comemorativos foram emitidos em 9 de janeiro de 2005 pela India Post para quatro raças cão pastor do Himalaia, Rampur Hound, Mudhol Hound e Rajapalayam.

## Temperamento
Devido à sua natureza ativa, esta raça não é destinada a manter-se dentro de casa por um longo período de tempo ou em um apartamento. O pastor do Himalaia é normalmente usado como um cão de pastoreio ou um cão de guarda e requer uma grande quantidade de exercício ao ar livre. Esta raça pode exigir treinamento de obediência a fim de domesticá-los. O adestramento desta raça pode ser difícil, devido à sua natureza independente e teimosa. A confiança e dominância devem ser impostas quando do adestramento do pastor do Himalaia. Para o sucesso do treinamento desta raça é melhor ser firme ao fazer exercícios repetitivos de treinamento e socializá-los quando filhotes. Cuidados desta raça incluem rotina diária de exercício e treinamento. Embora esta rústica raça possa ser inclinada a ser feroz com estranhos, eles são leais aos seus donos, tornando-os fiéis companheiros. Além ser alerta e territorial, eles são também carinhosos e gentis com seus proprietários, tornando-os adequados animais de estimação da família. É aconselhável que esta raça não viva na presença de outros animais de estimação, já que os cães pastores do Himalaia tendem a mostrar a agressividade e possessividade em relação a outros animais.

## Saúde
A expectativa de vida do pastor do Himalaia é de dez anos. Esta raça é conhecida por ser relativamente saudável, devido ao seu estilo de vida ativo, mas é também propenso a alguns problemas de saúde. Alguns problemas de saúde comuns incluem displasia da anca, displasia de cotovelo, luxação patelar, artrite, glaucoma, e obesidade. Cuidados desta raça incluem rotina diária de exercício e treinamento.

## História
Embora a origem exata do pastor do Himalaia não tenha sido bem documentada, acredita-se que tenha uma rica ancestralidade, no Nepal e no Norte da Índia. Esta raça também é acreditada para existir desde os tempos antigos nessas regiões. As tribos locais em regiões do Nepal tem usado os cães como cães de guarda ou cães de rebanho, devido à sua conhecida agressividade e agilidade. O pastor do Himalaia foi mais comumente usado para o guarda de rebanhos contra animais predadores. Ao longo de sua história, a raça também foi usada para caçar grandes presas, especialmente em ambientes hostis em sua região. Atualmente, esta raça é comum apenas dentro das fronteiras da Índia e do Nepal.